# Педринета (Лоди)
Педринета је насеље у Италији у округу Лоди, региону Ломбардија.
Према процени из 2011. у насељу је живело 266 становника. Насеље се налази на надморској висини од 73 м.